# Lifesong
Lifesong — второй студийный альбом американской группы христианского рока Casting Crowns, выпущенный 30 августа 2005 года на лейблах Beach Street Records и Reunion Records. Lifesong, спродюсированный Марком А. Миллером, стал продолжением дебютного альбома группы с собственным названием. Хотя неожиданный успех первого альбома привёл к огромному спросу на новую музыку Casting Crowns, вокалист Марк Холл получил совет от Стивена Кёртиса Чепмена (сопродюсера дебютного альбома) и Мака Пауэлла не беспокоиться о коммерческих ожиданиях. Lifesong, написанный в стиле поп-рок и adult contemporary, посвящён вызову верующим и обличает набожность и лицемерие в христианской церкви. Тематика поклонения также занимает важное место в альбоме.
Lifesong был положительно воспринят музыкальными критиками. Многие критики высоко оценили авторские песни, но другие посчитали звучание альбома неоригинальным. Альбом и его синглы были номинированы на множество наград, а сам альбом получил премию «Грэмми» за лучший поп/современный госпел-альбом на 48-й церемонии вручения «Грэмми» и премию «Dove Award» за поп/современный альбом года на 37-й церемонии вручения премии GMA Dove Awards. Альбом дебютировал и занял девятое место в Billboard 200 и первое место в чарте Billboard Christian Albums с продажами 71 000 копий за первую неделю. Lifesong стал 15-м самым продаваемым христианским альбомом 2000-х годов в США и получил платиновый сертификат Американской ассоциации звукозаписывающей индустрии (RIAA), а его тираж в США составил 1,4 миллиона копий. Все синглы альбома возглавили чарты Billboard Christian Songs и Hot Christian AC.

## Предыстория и запись
После неожиданного успеха их первого альбома, был огромный спрос на новую музыку Casting Crowns. Хотя вокалист Марк Холл, создавший или написавший в соавторстве все песни альбома, чувствовал себя «немного обеспокоенным» по поводу следующего альбома группы, коллеги-артисты Стивен Кёртис Чепмен (который был сопродюсером первого альбома группы) и Мак Пауэлл из христианской рок-группы Third Day призвали Холла «говорить то, что Бог хочет, чтобы ты сказал».
Они также посоветовали ему не беспокоиться о коммерческих ожиданиях и о том, «понравится ли это людям». В конечном итоге Холл «впитал» отзывы, которые получила их первая пластинка, и использовал их в качестве вдохновения. Lifesong в основном фокусируется на «правде, которая может быть жёсткой и проглоченной» о том, что «есть сломленные люди на расстоянии вытянутой руки от церкви, и если есть хоть какая-то надежда на исцеление, оно начинается с людей, которые будут руками и ногами Иисуса».
Холл ответил критикам, которые считали, что материал группы «проповедует хору»: «Как может быть плохо писать песни, которые бросают вызов церкви, песни, которые просят христиан задуматься о своих действиях? В конце концов, важно послание… Все увлечены тем. Каждый увлечён тем, что он делает, тем, к чему чувствует призвание, поэтому говорить, что служение другого более или менее значимо, духовно или что-то ещё, просто смешно». Холл также считает, что в христианской музыке «слишком много стен», и говорит: «Я думаю, люди слушают вас, если вы прозрачны… Люди хотят слышать правду. Просто побудьте некоторое время в церкви, и вы увидите. Люди не хотят, чтобы вы говорили об этом. Они хотят, чтобы ты сказал все как есть, даже если это больно». В итоге Холл написал такие песни, как «Does Anybody Hear Her» и «Stained Glass Masquerade», которые «бросают вызов верующим». По словам Холла, он пытался сказать, что, по его мнению, мир не беспокоит, если люди в церкви грешат. Скорее, он считал, что мир беспокоит, когда христиане ведут себя так, будто они не грешат..

## Композиции
В музыкальном плане Lifesong находится под влиянием adult contemporary и поп-рок музыки. Альбом также испытывает влияние музыки поклонения в духе U2, с песнями, развивающимися в «захватывающие припевы и драматические кульминации».[9] Большая часть лирики альбома посвящена вызову христианской церкви Much of the album’s lyrical content is devoted to challenging the Christian church и обличению лицемерия и благочестия внутри церкви. Такие песни, как заглавный трек и «Father, Spirit, Jesus», содержат богослужебную лирику, в то время как другие, например «Stained Glass Masquerade», отмечают неспособность церковных общин открыто делиться своими тяготами. В песне «Does Anybody Hear Her» осуждается сосредоточенность церкви на осуждении, а не на осознании боли, и даётся понять, что осуждать других людей неправильно. Песня «Set Me Free» написана с точки зрения «одержимого бесами человека», который взывает к Иисусу об облегчении. В ней также больше рокового звучания, чем обычно используют Casting Crowns.

## Отзывы
| Оценки критиков     | Оценки критиков |
| Источник            | Оценка          |
| ------------------- | --------------- |
| AllMusic            | [ 10 ]          |
| Billboard           | (positive)      |
| CCM Magazine        | A−              |
| Christianity Today  | [ 7 ]           |
| Cross Rhythms       | [ 11 ]          |
| Jesus Freak Hideout | [ 12 ]          |
| USA Today           | [ 8 ]           |

Альбом получил положительные отзывы от музыкальных критиков. Джаред Джонсон из AllMusic дал альбому четыре с половиной звезды из пяти, написав: «Один из самых ярких пятен на карте CCM в 2005 году, Lifesong был заряжен второй дозой искренне вызывающих тем поклонения Марка Холла и склонностью к рефлексивному поп-музыке… От начала и до конца альбом демонстрирует последовательное, отточенное и мощное написание песен, укрепляя репутацию септета как одного из самых популярных христианских музыкантов XXI века». Дебора Эванс Прайс из Billboard отметила, что «для Casting Crowns нет второго провала… Это умная, проникновенная музыка, которая выходит за рамки простого развлечения и становится чем-то более глубоким». Дэвид МакКрири из CCM Magazine поставил Lifesong оценку A-, отметив, что «оставаясь верными своему подходу, заключающемуся в сочетании чётких мелодий, откровенных текстов и сильного вокала, Crowns эффективно сочетают темповые гимны поклонения и эмоциональные баллады, создавая ещё один хорошо сбалансированный альбом». Расс Бреймайер из Christianity Today поставил альбому три с половиной звезды из пяти, назвав музыку «производной», и сказал, что «[Casting Crowns] поклонники найдут много интересного, в то время как другие продолжают размышлять о секрете успеха этой группы. Все, вероятно, согласятся, что Lifesong — это сиквел в самом прямом смысле слова, предлагающий больше того же самого к радости тех, кто был так тронут и вдохновлён музыкой Casting Crowns в первый раз».
Lifesong и его синглы получили различные награды и номинации. На 48-й церемонии вручения премии «Грэмми» альбом получил премию «Грэмми» в номинации «Лучший поп/современный госпел-альбом». На 37-й церемонии вручения премии GMA Dove Awards он получил премию Dove Award в номинации «Поп/современный альбом года». Заглавный трек альбома получил премию Dove Award в номинации «Поп/современная песня года» и был номинирован на премию Dove Award в номинации «Песня года» на 37-й церемонии вручения премии GMA Dove Awards. Песня «Praise You In This Storm» получила премию Dove Award в категории Pop/Contemporary Song of the Year на 38-й церемонии GMA Dove Awards и была номинирована на премию Dove Award в категории Worship Song of the Year на 39-й церемонии GMA Dove Awards.

## Список композиций
Слова и музыка всех песен — Марка Холла, кроме указанных.
| №   | Название                    | Автор(ы)               | Длительность |
| --- | --------------------------- | ---------------------- | ------------ |
| 1.  | «Lifesong»                  |                        | 5:17         |
| 2.  | «Praise You in This Storm»  | Hall, Bernie Herms     | 4:59         |
| 3.  | «Does Anybody Hear Her»     |                        | 4:30         |
| 4.  | «Stained Glass Masquerade»  | Hall, Nichole Nordeman | 3:52         |
| 5.  | «Love Them Like Jesus»      | Hall, Herms            | 4:32         |
| 6.  | «Set Me Free»               | Hall, Herms            | 4:27         |
| 7.  | «While You Were Sleeping»   |                        | 4:55         |
| 8.  | «Father, Spirit, Jesus»     | Hall, David Hunt       | 5:11         |
| 9.  | «In Me»                     |                        | 4:44         |
| 10. | «Prodigal»                  |                        | 5:45         |
| 11. | «And Now My Lifesong Sings» |                        | 4:03         |

## Чарты
| Чарт (2005)                    | Высшая позиция |
| ------------------------------ | -------------- |
| США Billboard 200              | 9              |
| США Billboard Christian Albums | 1              |

| Чарт (2005)                   | Позиция |
| ----------------------------- | ------- |
| US Billboard Christian Albums | 10      |
| Чарт (2006)                   | Позиция |
| US Billboard 200              | 123     |
| Billboard Christian Albums    | 4       |

| Чарт (2000-е)                   | Позиция |
| ------------------------------- | ------- |
| US Christian Albums (Billboard) | 15      |

| Год  | Песня                      | Высшая позиция | Высшая позиция | Высшая позиция |
| Год  | Песня                      | US Christ      | Christ AC      |                |
| ---- | -------------------------- | -------------- | -------------- | -------------- |
| 2005 | «Lifesong»                 | 1              | 1              |                |
| 2006 | «Praise You In This Storm» | 1              | 1              |                |
| 2006 | «Does Anybody Hear Her»    | 1              | 1              |                |

## Сертификации
| Страна | Сертификация | Единиц    |
| ------ | ------------ | --------- |
| США    | Платина      | 1,000,000 |